# Цефалоспорини
Цефалоспорини су антибиотици из групе β-лактамских антибиотика који изворно потичу од лат. Cephalosporium acremonium, који је претходно био познат као „цефалоспориум“.

## Историјат
Цефалоспоринска једињења је први пут изоловао из културе (лат. Cephalosporium acremonium), 1948. италијански научник Ђузепе Бротзуитал. Giuseppe Brotzu на Сардинији. Он је приметио да су те културе производиле супстанцу β-лактамат, која је била ефикасна против бактерија из групе салмонела тифи (лат. Salmonella typhi), узрочника тифуса,.
Истраживачки тим на челу са Вилијамом Дуном (William Dunn) са Универзитета у Оксфорду изоловао је цефалоспорин Ц, чије је основна структура језгро 7-аминоцефалоспоринске киселине (7-ACA) која се састоји од β-лактамског прстена и има сличност са језгром пеницилина (6-аминопеницилинском киселином).
На тржишту лекова први пут се цефалоспорин појављује под називом цефалотин, а његову производњу је покренула компанија Eli Lilly 1964.

## Начин деловања
Цефалоспорини делују бактерицидно на исти начин као што то чине и други β-лактамски антибиотици (попут пеницилина). Али за разлику од пеницилина они су мање подложни дејству пеницилиназе. Цефалоспорини ометају синтезу пептидогликенског слој у зиду бактеријске ћелије. Пептидогликен је полимер који се састоји од шећера и амино киселина и учествује у формирању заштитног слоја око плазме бактерија, стварајући ћелијски зид важан за за очување структуре и интегритета ћелијског зида бактерија. Цефалоспорини ремете процес умножавања пептидогликена и на тај начин изазивају оштећења у заштином зиду бактерија и спречавајући њихов даљи раст и умножавање. β-лактамски антибиотици се укључују завршну фазу синтезе пептидогликена, који је од суштинског значаја за раст ћелија и њено дељење (репродукцију) и одржавање стабилности ћелијске структуре у бактерији. β-лактамски антибиотици доводе до неправилности у структури ћелијског зида, као што су елонгација, оштећења, губитак селективне пермеабилности, и евентуална смрт ћелија и њено распадање (лиза).
| Структурна формула | Назив лека |           |     |
| ------------------ | ---------- | --------- | --- |
|                    | Цефалотин  | 0,2–0,4   | 6,2 |
| Цефалоридин        | 0,02       | 3,2–6,4   |     |
| Цефапирин          | 0,1–0,4    | 12        |     |
| Цефамадол          | 0,2–0,8    | 0,4–0,8   |     |
| Цефуроксим         | 0,8        | 0,8-6,2   |     |
| Цефотаксим         | 3,2        | 0,04–0,10 |     |
| Цефоперазон        | 1,6        | 0,04–0,40 |     |

## Индикације
Цефалоспорини су индиковани за профилаксу и лечење инфекција изазваних бактеријама осетљивим на ову врсту антибиотика, што се најбоље може утврди након антибиограма. Прва генерација цефалоспорина је била активна углавном против грам-позитивних бактерија, да би развој нових генерација овог антибиотика показао повећану активност и против грам-негативних бактерија (мада често са нешто смањеном активношћу него против грам-позитивних бактерија).

## Нежељена дејства
Најчешће нежељене ракције у организму болессника након примене цефалоспорина могу се поделити у неколико група на основу учесталости промена код болесника на;
- Уобичајена нежељена дејства (већа од 1%, мања од 10%) су;

- пролив,
- мучнина,
- оспа,
- поремећаја електролита,
- бол или запаљење на месту уноса лека (на месту убода инјекције)

- Неоубичајена нежељена дејства(код 0.1-1% болесника)су;

- морбилиформне промене по кожи,
- свраб и
- копривњача, реакције сличне серумској болести (мултиформни еритем и/или ситнозрнаста оспа праћени запаљењем и болом у зглобовима, са повишеном температуром или без ње)

- Ретка нежељема дејства (од 0,01% до 0,1%);
- повраћање,
- главобоља,
- вртоглавица,
- кандидијаза у устима и вагини,
- псеудомембранозни колитис,
- суперинфекција, праћена грозницом
- промене у крви (еозинофилија, тромбоцитопенија, пролазна лимфоцитоза, леукопенија, реверизибилна неутропенија),
- лимфаденопатија,
- протеинурија,
- Стивен-Џонсонов синдром,
- токсична епидермална некролиза,
- анафилактичне реакција,
- анафилактоидне реакције (поткожни едем, астенија, едем који укључује предео лица и удове, отежано дисање, трњење по кожи, пад из усправног положаја уз губитак свести и ширење крвних судова),
- реверзибилна хиперактивност, узнемиреност, нервоза, несаница, конфузија, повећање тонуса, омаглица, халуцинације и сањивост,
- пролазни хепатитис, холестатска жутица, повећање ензима јетре,
- реверзибилни интерстицијални нефритис.

Најчешће се наводе подаци да око 10% боесника са алергијском преосетљивошћу на пеницилине и карбопеницилине, има унакрсну реакције са цефалоспоринима (према студијама из 1975), док су накнадне студије показале да је та преосетљивост знатно мања..
Имајући у виду могуће алергијске реакције након употребе овог антибиотика његова примена је контраиндикована код болесника који у историји болести наводе озбиљне, непосредне алергијске реакције као што је уртикарија, анафилакса, интерстицијални нефритис, итд) на пеницилине, карбопеницилине или цефалоспорине
Бројне епидемиолошке студије говоре о томе да је са појавом друге и каснијих генерација цефалоспорина стопа унакрсних реакција са пеницилином знатно нижа. У Великој Британији претходно је издато упозорења да постоји могућност унакрсне реакције у 10% случајева, а од септембра 2008 објављено је упутство у коме се указује на одсуство одговарајућих реакција уз упозорење код примене; перорални облика као што су цефиксим цефуроксим и инјектибилних; цефотаксим, цефтазидин и цефтриаксон који се слободно користити са опрезом, а да се избегава цефахлор, цефадроцил, цефалексин и цефрадине.
Неколико цефалоспорина је повезано са хипопротромбинемиом и дисулфираму сличним реакцијама са алкохолом Ово укључује латамоксеф, цефменоксиме, моксалактам, цефоперазоне, цефамандоле, цефметазоле и цефотетан. Веома ретко као нежељена реакција могу се јавити појединачни случајеви: са позитивним Комбо тестом, поремећајем коагулације. Овај поремећај највероватније настаје због - енгл. N-methylthiotetrazole (NMTT) који се налази на једној страни у ланацу ових цефалоспорина, и блокира ензим витамина К-епоксид редуктазу (вероватно изазивајући хипопротромбинемиу) и алдехид дехидрогеназе (која изазива нетрпељивост према алкохолу)

## Подела
Поред „класичних“ цефалоспорина (цефалоспорина прве генерације), постоји велики број варијација ових антибиотика, који се означавају као друга трећа и четврта генерација цефалоспорина. Предности друге генерације цефалоспорина је у већој отпорност на β-лактамске, ензиме неких бактерије, (посебно грам-негативних бактерија). Трећа генерација има знатно шири спектар деловања, тако да се може применити и у лечењу грам позитивних бактерија.
Тренутно је највише у оптицају око девет цефалоспорина, који имају добру подношљивост и ефикасност. Четврта и пета генерација цефалоспорина није донела ништа револуционарно и више представља „маркетиншки покушај“ фармацеутских кућа да на светском тржишту повећају употребу цефалоспорина.
| Генарације цефалоспорина         | Генерички називи цефалоспорина |
| Цефалоспорини прве генерације    | - Цефалексин • Цефалоридин® • Цефалотин • Цефазолин • Цефадроксил • Цефазедон - Цефатризин • Цефапирин* • Цефрадин® • Цефацетрил® • Цефроксадин* • Цефтезол |
| Цефалоспорини друге генерације   | - Цефокситин • Цефуроксим • Цефамандол • Цефаклор • Цефотетан® • Цефоницид • Цефотиам - Лоракарбеф • Цефметазол® • Цефпрозил • Цефоранид |
| Цефалоспорини треће генерације   | - Цефотаксим • Цефтазидим • Цефсулодин® • Цефтриаксон • Цефменоксим • Латамоксеф - Цефтизоксим® • Цефиксим • Цефодизим® • Цефетамет • Цефпирамид® • Цефоперазон - Цефподоксим® • Цефтибутен • Цефдинир • Цефдиторен - Цефоперазон у комбинацији с другимим препаратами: «Сулфаперазон» (цефоперазон+сулфабактам) |
| Цефалоспорини четврте генерације | - Цефепим • Цефпиром® |
| Монобактами                      | - Азтреонам |
| Карбапенеми                      | - Меропенем • Ертапенем - Дорипенем - Имипенем у комбинации с ензимским инхибитором: «Тиенам®» (имипенем+циластатин)и (панипемен-батамипром) |
| Остали цефалоспорини             | - Цефтобипрол медокарил |

### Тек треба да се класификују
Поред горе приказаних препарата из групе цефалоспорина, на држишту лекова са појављују и ова велка група која још није довољно проучена и којој није додељена одређена генерација, 
- Цефакломезин
- Цефалорам
- Цефапарол
- Цефканел
- Цефедролор
- Цефемпидоне
- Цефетризоле
- Цефивитрил
- Цефматилен
- Цефмепидиум
- Цефовецин
- Цефоксазол
- Цефротил
- Цефсумид
- Цефтаролин
- Цефтиоксид
- Цефурацетим